# Пунктирный круг
Пунктирный круг (в Юникоде U+25CC ◌ dotted circle (HTML &#9676;)) — типографский знак, используемый, чтобы показать эффект объединения диакритического знака с буквой или символом, например, ◌̂. В таблицах символов стандарта Юникод этот символ используется для обозначения примерной позиции символа по отношению к присоединяемому диакритическому знаку.